# Hverfisfljót
Hverfisfljót ist ein Gletscherfluss im Süden von Island.
Er entspringt aus dem Síðujökull am Südwestrand des Vatnajökull.
Zwischen Kirkjubæjarklaustur und Lómagnúpur führt eine 60 Meter lange einspurige Brücke die Ringstraße über den Fluss, die 1968 gebaut wurde.
Im Jahr 2021 soll sie durch eine zweispurige Brücke ersetzt werden.
Das Hverfisfljót ist ein rechter Nebenfluss des mäandernden Núpsvötn.